# Championnat de la Martinique de football 2019-2020
Navigation
Édition précédente Édition suivante
La saison 2019-2020 du Championnat de la Martinique de football de Régionale 1 met aux prises 14 clubs pour le titre de Champion de la Martinique de football.
La saison 2019-2020 est interrompue le 12 mars 2020 à cause du confinement de la population due à la pandémie du coronavirus. Il reste alors onze journées à jouer mais la Fédération française de football met fin à tous les championnats amateurs le 16 avril. Alors que la Samaritaine de Sainte-Marie menait de cinq points en tête du championnat, elle n'est pas sacrée championne pour la première fois depuis 1981 puisqu'aucun titre n'est décerné à l'issue de la saison. Finalement, le 12 mai suivant, la Fédération française de football accorde aux ligues régionales de décerner le titre de champion aux meneurs des championnats et la Samaritaine est donc déclarée championne.

## Participants
Un total de quatorze équipes participent au championnat, onze d'entre elles étant déjà présentes la saison précédente, auxquelles s'ajoutent trois promus de deuxième division que sont l'UJ Monnérot, le CO Trénelle et le Réveil sportif Gros-Morne qui remplacent le Golden Star de Fort-de-France, l'Émulation de Schoelcher et l'Assaut de Saint-Pierre, relégués à l'issue de l'édition précédente.
Légende des couleurs
- Qualifié pour le Caribbean Club Shield 2020
- Promu de Régional 2

| Club                            | Présent depuis | Classement 2018-2019 | Entraîneur          | Stade                                      | Ville          |
| ------------------------------- | -------------- | -------------------- | ------------------- | ------------------------------------------ | -------------- |
| Club franciscain                | ?              | 1                    | Patrick Percin      | Stade Pierre-de-Lucy-de-Fossarieu          | Le François    |
| Golden Lion de Saint-Joseph     | 2009           | 2                    | Armelio Luis García | Stade Henri-Murano                         | Saint-Joseph   |
| Aiglon du Lamentin              | 2002           | 3                    | Jean-Marc Civault   | Stade Georges-Gratiant                     | Le Lamentin    |
| Club colonial de Fort-de-France | 2009           | 4                    | Louis Marianne      | Stade Pierre-Aliker et Stade Louis-Achille | Fort-de-France |
| Samaritaine de Sainte-Marie     | 2017           | 5                    | Gaël Germany        | Stade Claude-Gélie                         | Sainte-Marie   |
| US Robert                       | 2018           | 6                    | Charles Bonix       | Stade Georges-Spitz                        | Le Robert      |
| Rapid Club du Lorrain           | 2018           | 7                    | ?                   | Stade Joseph-Pernock                       | Le Lorrain     |
| Racing Club de Rivière-Pilote   | ?              | 8                    | Michel Barbo        | Stade Alfred-Marie-Jeanne                  | Rivière-Pilote |
| Essor préchotin                 | 2008           | 9                    | ?                   | Stade Albert-Joyau                         | Le Prêcheur    |
| New Star de Ducos               | 2015           | 10                   | ?                   | Stade Max-Soron                            | Ducos          |
| Racing Club de Saint-Joseph     | 2017           | 11                   | ?                   | Stade Henri-Murano                         | Saint-Joseph   |
| Réveil sportif du Gros-Morne    | 2019           | 1 (R2)               | ?                   | Stade Aristide-Maugée                      | Gros-Morne     |
| Club olympique de Trénelle      | 2019           | 2 (R2)               | ?                   | Stade Pierre-Aliker et Stade Louis-Achille | Fort-de-France |
| Union des Jeunes de Monnérot    | 2019           | 3 (R2)               | ?                   | Stade Georges-Spitz                        | Le Robert      |

## Saison

### Classement
| \| Rang \| Équipe \| Pts \| J \| G \| N \| P \| Bp \| Bc \| Diff \| \| ---- \| --------------------------- \| --- \| -- \| -- \| - \| - \| -- \| -- \| ---- \| \| 1 \| Samaritaine \| 51 \| 15 \| 11 \| 3 \| 1 \| 19 \| 6 \| +13 \| \| 2 \| Essor préchotin \| 46 \| 15 \| 9 \| 4 \| 2 \| 39 \| 21 \| +18 \| \| 3 \| Club franciscain T \| 45 \| 15 \| 9 \| 3 \| 3 \| 31 \| 15 \| +16 \| \| 4 \| Aiglon du Lamentin \| 41 \| 15 \| 7 \| 5 \| 3 \| 20 \| 17 \| +3 \| \| 5 \| US Robert \| 39 \| 15 \| 6 \| 6 \| 3 \| 21 \| 16 \| +5 \| \| 6 \| CO Trénelle P \| 38 \| 15 \| 6 \| 5 \| 4 \| 24 \| 13 \| +11 \| \| 7 \| Golden Lion \| 33 \| 15 \| 4 \| 6 \| 5 \| 22 \| 15 \| +7 \| \| 8 \| RC Rivière-Pilote \| 32 \| 15 \| 4 \| 5 \| 6 \| 11 \| 18 \| -7 \| \| 9 \| Rapid Club du Lorrain \| 30 \| 15 \| 3 \| 6 \| 6 \| 17 \| 20 \| -3 \| \| 10 \| UJ Monnérot P \| 30 \| 15 \| 3 \| 6 \| 6 \| 15 \| 26 \| -11 \| \| 11 \| New Star de Ducos \| 29 \| 15 \| 3 \| 5 \| 7 \| 12 \| 24 \| -12 \| \| 12 \| Club colonial \| 28 \| 15 \| 2 \| 7 \| 6 \| 13 \| 17 \| -4 \| \| 13 \| RC Saint-Joseph \| 25 \| 15 \| 2 \| 4 \| 9 \| 11 \| 24 \| -13 \| \| 14 \| Réveil sportif Gros-Morne P \| 23 \| 15 \| 1 \| 5 \| 9 \| 15 \| 38 \| -23 \| | - Champion - Équipe reléguée T : Tenant du titre P : Promu de Régional 2 |     |    |    |   |   |    |    |      |
| Rang | Équipe                                                                   | Pts | J  | G  | N | P | Bp | Bc | Diff |
| 1 | Samaritaine                                                              | 51  | 15 | 11 | 3 | 1 | 19 | 6  | +13  |
| 2 | Essor préchotin                                                          | 46  | 15 | 9  | 4 | 2 | 39 | 21 | +18  |
| 3 | Club franciscain T                                                       | 45  | 15 | 9  | 3 | 3 | 31 | 15 | +16  |
| 4 | Aiglon du Lamentin                                                       | 41  | 15 | 7  | 5 | 3 | 20 | 17 | +3   |
| 5 | US Robert                                                                | 39  | 15 | 6  | 6 | 3 | 21 | 16 | +5   |
| 6 | CO Trénelle P                                                            | 38  | 15 | 6  | 5 | 4 | 24 | 13 | +11  |
| 7 | Golden Lion                                                              | 33  | 15 | 4  | 6 | 5 | 22 | 15 | +7   |
| 8 | RC Rivière-Pilote                                                        | 32  | 15 | 4  | 5 | 6 | 11 | 18 | -7   |
| 9 | Rapid Club du Lorrain                                                    | 30  | 15 | 3  | 6 | 6 | 17 | 20 | -3   |
| 10 | UJ Monnérot P                                                            | 30  | 15 | 3  | 6 | 6 | 15 | 26 | -11  |
| 11 | New Star de Ducos                                                        | 29  | 15 | 3  | 5 | 7 | 12 | 24 | -12  |
| 12 | Club colonial                                                            | 28  | 15 | 2  | 7 | 6 | 13 | 17 | -4   |
| 13 | RC Saint-Joseph                                                          | 25  | 15 | 2  | 4 | 9 | 11 | 24 | -13  |
| 14 | Réveil sportif Gros-Morne P                                              | 23  | 15 | 1  | 5 | 9 | 15 | 38 | -23  |

## Bilan du tournoi
| Championnat de la Martinique de football 2019-2020 |                               |
| Champion                                           | Samaritaine de Sainte-Marie   |
| Qualifications continentales                       |                               |
| Caribbean Club Shield 2021                         | Samaritaine de Sainte-Marie   |
| Promotions et relégations                          |                               |
| Promus en Régional 1                               | Assaut de Saint-Pierre        |
| Promus en Régional 1                               | Golden Star de Fort-de-France |
| Promus en Régional 1                               | Olympique du Marin            |
| Relégués en Régional 2                             | Réveil sportif du Gros-Morne  |